# Bistum Riobamba
Das Bistum Riobamba (lat.: Dioecesis Rivibambensis, span.: Diócesis de Riobamba) ist eine in Ecuador gelegene römisch-katholische Diözese mit Sitz in Riobamba.

## Geschichte
Das Bistum Riobamba wurde am 29. Dezember 1862 durch Papst Pius IX. aus Gebietsabtretungen des Bistums Cuenca als Bistum Bolívar errichtet. Es wurde dem Erzbistum Quito als Suffraganbistum unterstellt. Am 25. August 1955 änderte das Bistum Bolívar seinen Namen in Bistum Riobamba. Das Bistum Riobamba gab am 29. Dezember 1957 Teile seines Territoriums zur Gründung des Bistums Guaranda ab.

## Bischöfe

### Bischöfe von Bolívar
- José Ignacio Ordóñez, 1866–1879
- Arsenio Andrade, 1884–1907
- Andrés Machado SJ, 1907–1916, dann Bischof von Guayaquil
- Ulpiano Maria Perez y Quinones, 1916–1918
- Carlos María de la Torre, 1919–1926, dann Bischof von Guayaquil
- Alberto Maria Ordóñez Crespo, 1930–1954
- Leonidas Proaño, 1954–1955

### Bischöfe von Riobamba
- Leonidas Proaño, 1955–1985
- Victor Alejandro Corral Mantilla, 1987–2011
- Julio Parrilla Díaz, 2013–2021
- José Bolivar Piedra Aguirre, seit 2022